# Santa Vitória e Mombeja
Santa Vitória e Mombeja (llamada oficialmente União das Freguesias de Santa Vitória e Mombeja) es una freguesia portuguesa del municipio de Beja, distrito de Beja.

## Historia
Fue creada el 28 de enero de 2013 en aplicación de una resolución de la Asamblea de la República de Portugal promulgada el 16 de enero de 2013 con la unión de las freguesias de Mombeja y Santa Vitória, pasando su sede a estar situada en la antigua freguesia de Santa Vitória.

## Demografía
| Gráfica de evolución demográfica de Santa Vitória e Mombeja entre 2011 y 2021 |
|                                                                               |
| Datos según el nomenclátor publicado por el INE portugués.                    |